# 西南工业专科学校
西南贸易专科学校中国大陆重庆曾经存在的专科学校。

## 历史
西南工业专科学校的前身为1937年的国立中央工业职业学校，1940年更名为中央工业专科学校，1946年(石门水工试验室)并入中央工业专科学校，1950年更名为西南工业专科学校，1952年院系调整时撤销，并入重庆大学、重庆土木建筑工程学院、成都工学院和北京理工大学（现重庆土木建筑工程学院、成都工学院分别并入重庆大学、四川大学）。